# Anne-Karin
 (mars 2022).
Si vous disposez d'ouvrages ou d'articles de référence ou si vous connaissez des sites web de qualité traitant du thème abordé ici, merci de compléter l'article en donnant les références utiles à sa vérifiabilité et en les liant à la section « Notes et références ».
Anne Karin (de son vrai nom Anne-Karin Mayer, née le 29 mars 1948 à Elversberg en Sarre) est une chanteuse de schlager allemande.

## Principaux succès
- Traummelodie für zwei 1972
- Damals als der Regen kam 1973
- Dreh dich weiter Ballerina 1973
- Junge, Junge, ich mag dich 1977
- Wo sind die Vögel geblieben 1977
- Er war da als ich dich brauchte 1980
- Hätt ich's geahnt 1982
- Niemand 1984

## Discographie
Album :
- Träume haben Flügel 2003

## Vie privée
Elle est mariée au présentateur du journal télévisé allemand Jan Hofer.